# Caso Urbanor
El caso Urbanor es considerado como uno de los mayores escándalos económicos en la década de los años 1980 en España.[cita requerida]
Urbanor fue la sociedad que construyó las Torres KIO de la Plaza de Castilla de Madrid, conocidas también como la Puerta de Europa de Madrid, que se convirtió en un caso judicial extraordinario cuando los querellantes (el arquitecto Pedro Sentieri y el constructor Julio San Martín) denunciaron a sus exsocios Alberto Alcocer y Alberto Cortina alegando que los otros socios obtuvieron  más dinero en la operación, a pesar de que éstos eran socios mayoritarios y cobraron el pago de Kio en acciones del Banco Central, debido a que la operación había sido instrumentada para lograr el control de dicha entidad.
Los querellados Alberto Cortina y Alberto Alcocer Torra, empresarios conocidos popularmente como "los Albertos", pagaron 50 millones de euros según sentencia judicial, por lo que los denunciantes obtuvieron beneficios multimillonarios, logrando multiplicar sus inversiones por más de 27 veces su valor, en apenas nueve meses, según publicaba e-defensor.
El Caso Urbanor convirtió a "los Albertos" en protagonistas de un intenso debate mediático durante más de 10 años,[cita requerida] hasta ser finalmente absueltos -primero por el Tribunal Constitucional en febrero del 2008 y luego por el Tribunal Supremo en junio de este mismo año, como antes había hecho la Audiencia Provincial de Madrid-. Dicha absolución les otorgó también el derecho a reclamar a sus exsocios la indemnización millonaria que pagaron en su momento, cuestión que mantiene viva la polémica del Caso Urbanor ya que, tanto Pedro Sentieri como Julio San Martín, continúan recurriendo el caso.
Sin embargo, en marzo de 2010 el Tribunal Supremo cofirmó la pena de 4 meses de cárcel para Alberto Cortina impuesta por la Audiencia Provincial de Madrid en 2009.